# دنیل فرناندز (بازیکن فوتبال، زاده ۱۹۷۸)
دنیل فرناندز (اسپانیایی: Daniel Fernández‎؛ زادهٔ ۲۳ فوریهٔ ۱۹۷۸) بازیکن فوتبال اهل آرژانتین است.

## باشگاهی
از باشگاه‌هایی که در آن بازی کرده‌است می‌توان به باشگاه فوتبال دینامو تیرانا اشاره کرد.